# Левичев, Николай Владимирович
Никола́й Влади́мирович Ле́вичев (род. 28 мая 1953 года, город Пушкин, Ленинград) — российский политик, член Центральной избирательной комиссии РФ с 2016 года.
Председатель политической партии «Справедливая Россия» (2011—2013). Кандидат на пост мэра Москвы на выборах в 2013 году.

## Биография
По информации информагентства «Стрингер» (в статье от 2011 года), его отец был преподавателем радиотехники в Пушкинском высшем училище радиоэлектроники (ПВУРЭ) ПВО, а также автором нескольких учебников. Там же написано, что его мать была математиком по образованию и работала художником в издательстве «Наука», а один из дедов окончил биологический факультет Санкт-Петербургского университета, и был почётным гражданином Санкт-Петербурга.
Левичев отучился восемь классов в 410-й средней школе г. Пушкина, причём учился он в том же классе, что и Сергей Миронов, с которым он жил в одном подъезде. Побеждал в математических олимпиадах, и 9-10 классы отучился в физико-математической школе № 239 Ленинграда (одной из трёх ведущих специализированных школ в городе), которую закончил в 1970 году.
В 1976 году окончил физический факультет ЛГУ, причём учился он на одном курсе с Владимиром Чуровым, а затем окончил аспирантуру, но диссертацию не защищал.
После окончания ЛГУ работал научным сотрудником Государственного оптического института имени Вавилова, затем — директором подросткового лагеря.
Был избран в комитет комсомола, затем перешел на комсомольскую работу — был инструктором Ленинградского горкома ВЛКСМ, завотделом культуры Ленинградского обкома ВЛКСМ, инструктором, завсектором по работе с творческой молодежью отдела культуры ЦК ВЛКСМ.
В 1991 году работал в ВЦСПС.
Окончил Академию общественных наук (АОН) при ЦК КПСС, а в 1991 году — аспирантуру при АОН. Состоял в КПСС до её запрета в августе 1991 года.
Окончил Академию государственной службы.
В 1991 году учредил ТОО «Компания Ключ-С», с 1991 по 2002 годы — генеральный директор книжного издательства «Издательский дом „Ключ-С“».
В апреле 1999 года совместно с Александром Подлесовым и юридическими лицами «Общество НОЙПА», ЗАО «СТРОНЕКС» и ЗАО «Колчан» учредил ООО «Инвестиционная компания (ИК) АйБиЭйч» (IBH), генеральным директором которой стал А. Подлесов.
В 2002—2006 годах — первый заместитель председателя, председатель центрального исполкома Российской партии Жизни (РПЖ).
В 2004 году возглавлял избирательный штаб Сергея Миронова на президентских выборах.

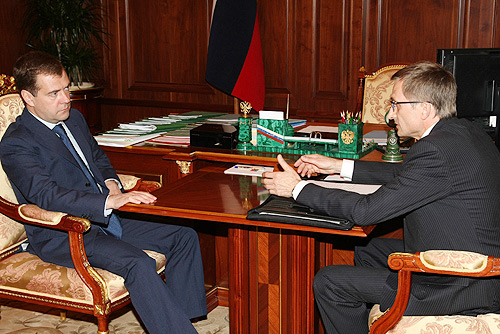
Д. А. Медведев и Н. В. Левичев, 2008 год

В 2006 году был избран в состав Президиума центрального совета партии «Справедливая Россия: Родина/Пенсионеры/Жизнь». Секретарь политбюро президиума центрального совета «Справедливой России».
В 2007 году — генеральный директор журнала «Русская жизнь».
В 2007 году по партийному списку партии «Справедливая Россия: Родина/Пенсионеры/Жизнь» был избран депутатом Государственной Думы V созыва.
Руководитель фракции «Справедливая Россия: Родина/Пенсионеры/Жизнь», член Комитета Государственной Думы по науке и наукоёмким технологиям.
В октябре 2009 года возглавлял список «Справедливой России» на выборах в Мосгордуму. Несмотря на участие в списке многих популярных политиков, партия потерпела сокрушительное поражение (5,52 %) и не попала в региональный парламент.
На V съезде «Справедливой России» 16 апреля 2011 года был избран председателем партии (после досрочного прекращения полномочий Сергея Миронова). Согласно уставу партии, председатель партии занимается партийно-хозяйственной работой. Председатель палаты депутатов, которым являлся Сергей Миронов, мог отменить любое решение любого органа партии, включая председателя партии.
14 июня 2011 года сложил с себя полномочия руководителя фракции «Справедливая Россия: Родина/Пенсионеры/Жизнь», передав их Сергею Миронову.
21 декабря 2011 года на первом пленарном заседании Государственной Думы РФ VI созыва избран заместителем председателя Госдумы от фракции партии «Справедливая Россия».
19 июня 2013 года выдвинут от «Справедливой России» кандидатом на выборах мэра Москвы. 8 сентября в единый день голосования получил 2,79 % (64 778 голосов) избирателей, заняв последнее место.
24 февраля 2016 года постановлением Государственной Думы назначен членом Центральной избирательной комиссии.

## Резонансные выступления в Госдуме России
- 13 марта 2012 года призвал партию «Единая Россия» вести честную политическую борьбу. В частности Н. В. Левичев сказал:

«Мы поможем вам почистить свои ряды от жуликов и воров, а местную власть заставим честно работать и вести диалог с оппозицией, а не лизать, извините, задницу начальству, подтирая её приукрашенными бюллетенями»— Русская служба Би-Би-Си. Лента новостей 21 марта 2012
Эти его слова вызвали негодование депутатов от «Единой России». Комиссия Госдумы по этике предложила лишить Н. В. Левичева права выступать на пленарных заседаниях палаты до конца весенней сессии.
- 8 мая 2012 года выступил с резкой критикой Д. А. Медведева на пленарном заседании, на котором рассматривалась кандидатура последнего на должность Председателя Правительства. В частности Н. В. Левичев сказал:

«Разве можно назвать современной рыночной экономикой сложившееся переплетение теневых практик и круговой поруки? Доступ к экономическим, социальным и политическом ресурсам обеспечивается не общими законами и нормами, а личными и клановыми связями… Феодальное наместничество, острова авторитаризма, где царит бесправие и насаждается политическое холуйство, никогда не дадут свободных, активных и творческих граждан.»— Официальный сайт фракции политической партии Справедливая Россия в ГосДуме РФ
- 6 августа 2019 года, будучи членом ЦИК, на заседании рабочей группы ЦИК по поводу рассмотрения жалоб кандидатов в Мосгордуму на недопуск до выборов Н. В. Левичев заявил:

«Если вы находитесь в оппозиционной партии, вы всегда должны делать поправку, это я как бывший, действующий политик говорю, из собственного опыта, всегда должны делать поправку на то, что для вас барьерчик будет чуть повыше.»— Прямой эфир. Заседание рабочей группы ЦИК (https://youtu.be/7893iGP3QUQ?t=4729)

## Награды
- Орден Дружбы (1 июня 2013) — за заслуги в развитии российского парламентаризма и активную законотворческую деятельность[7].
- Медаль ордена «За заслуги перед Отечеством» II степени (25 января 2017) — за активное участие в общественно-политической жизни российского общества[8].
- Почётная грамота Президента Российской Федерации (21 октября 2009) — за плодотворную законотворческую и общественную деятельность[9].
- Благодарность Правительства Российской Федерации (17 декабря 2014) — за заслуги в законотворческой деятельности и многолетний добросовестный труд[10].
- Памятный нагрудный знак ЦИК России в ознаменование 15-летия избирательной системы Российской Федерации (2009 год)[11].

## Международные санкции
Включён Европейским Союзом в санкционный «Чёрный список ЕС» 12 сентября 2014 года как заместитель председателя Государственной Думы, проголосовший 20 марта 2014 года за проект федерального конституционного закона «О принятии Республики Крым в состав Российской Федерации и образовании в составе Российской Федерации новых субъектов федерации — Республики Крым и города федерального значения Севастополя». 19 декабря 2014 года включён в санкционный список Канады. За поддержку российской военной агрессии против Украины и проведение «референдумов» на оккупированных территориях Украины под санкциями США. Также находится под санкциями Украины и Швейцарии.